# Małoryta
Małoryta (biał. Маларыта, Małaryta, ros. Малори́та, Małorita) – miasto na Białorusi, stolica rejonu w obwodzie brzeskim liczące 11,7 tys. mieszkańców (2010).
W miejscowości urodził się polski malarz i scenograf teatralny Konstanty Mackiewicz.

## Historia

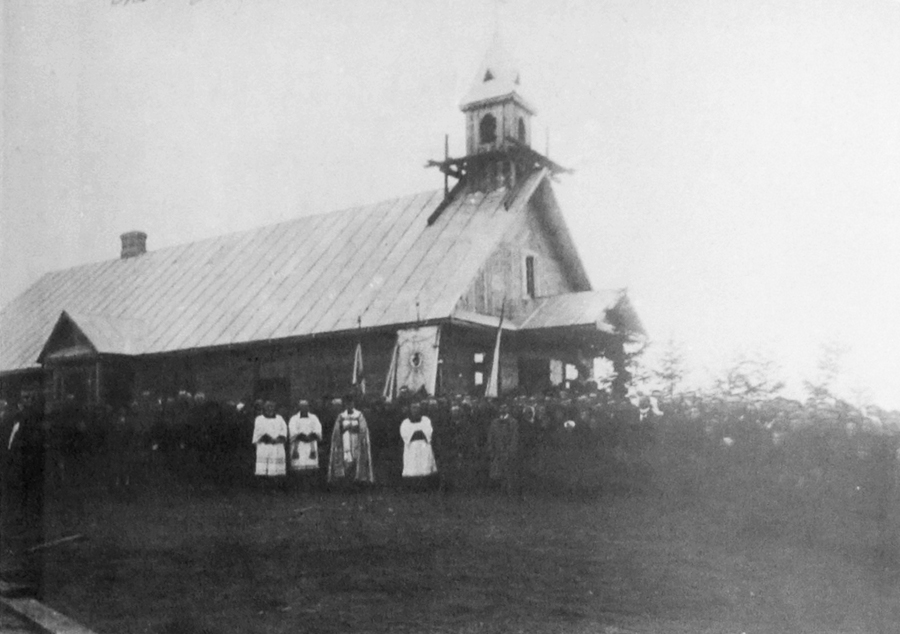
Kościół w Małorycie w 1924

Miejscowość po raz pierwszy wzmiankowana w 1566. Wieś królewska położona była w końcu XVIII wieku w ekonomii brzeskiej w powiecie brzeskolitewskim województwa brzeskolitewskiego I Rzeczypospolitej. Po III rozbiorze w 1795 roku włączona do Rosji. Spis ludności przeprowadzony w 1897 r. wykazał, że wśród 1480 mieszkańców Małoryty było zaledwie 227 Żydów, co stanowiło 15% ludności.
11 lutego 1919 roku, po wycofaniu się Niemców, Małoryta została zajęta przez polską piechotę z grupy gen. Listowskiego. Trzy dni później pod Małorytą i Mokranami w potyczkach Polacy wzięli do niewoli 60 bolszewickich żołnierzy, w tym 10 oficerów. Za II Rzeczypospolitej miejscowość była siedzibą gminy Małoryta. W 1931 roku otworzono tu fabrykę dykty należącą do Hamera. Podczas II wojny światowej w 1939 roku Małotyta znalazła się pod okupacją sowiecką, w trakcie której odebrano właścicielom wszystkie sklepy i przedsiębiorstwa, a wielu mieszkańców zesłano przymusowo w głąb ZSRR. W 1941 roku po ataku Niemiec na ZSRR w północno-zachodniej części miasteczka utworzono getto dla około 2 tys. Żydów (rejon ulicy Wokzalnej). W lipcu 1942 roku oddział niemiecko-ukraiński rozstrzelał Żydów w okolicy pagórka Pieszczanka na północny zachód od miejscowości (ulica Sowchoznaja). W 1945 roku na mocy Konferencji jałtańskiej miasto włączono do ZSRR.

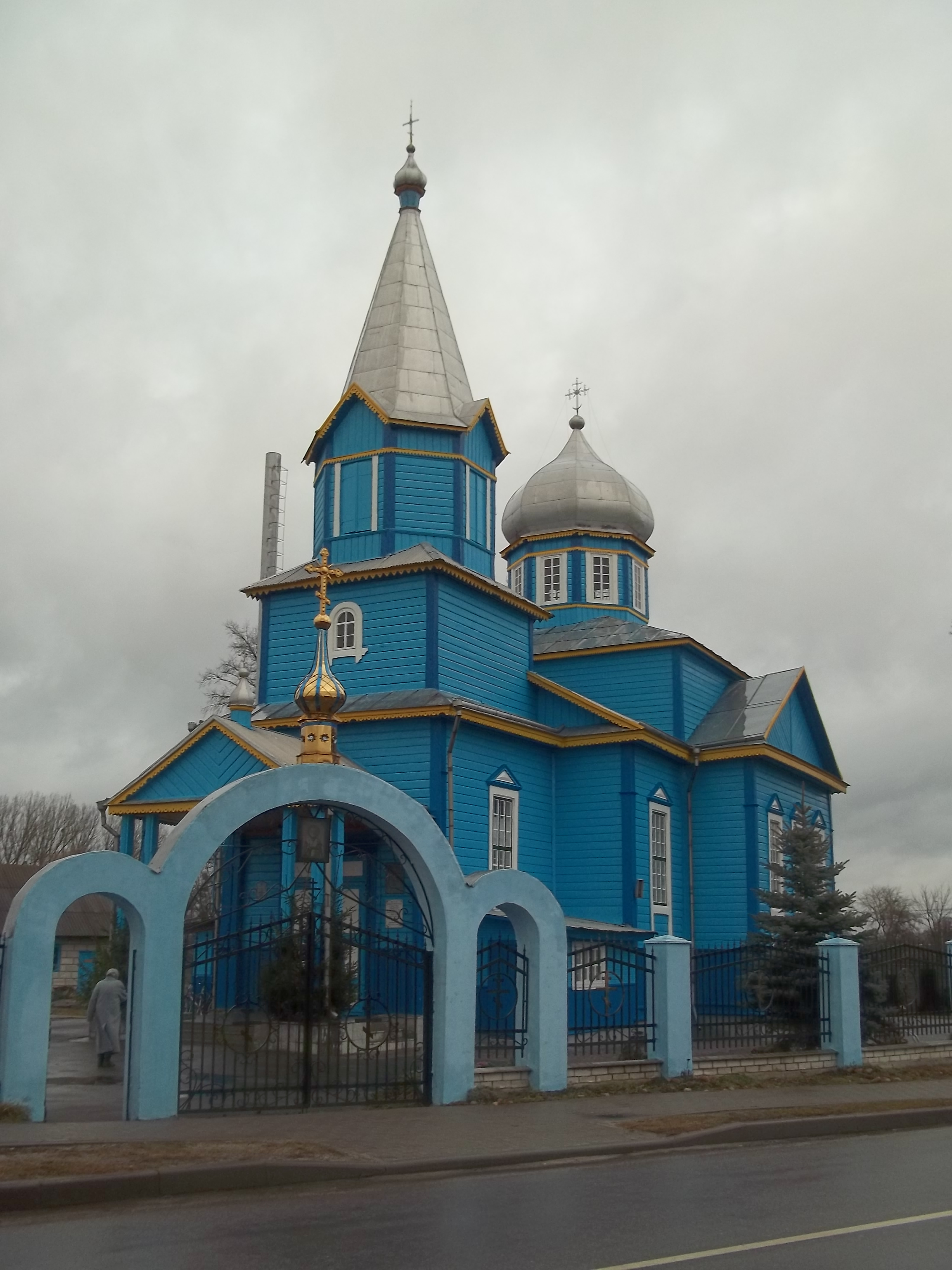
Cerkiew św. Mikołaja Cudotwórcy

## Religia
Małoryta jest siedzibą prawosławnego dekanatu małoryckiego (w eparchii brzeskiej i kobryńskiej) oraz dwóch należących do niego parafii. Działa tu również parafia rzymskokatolicka pw. Zwiastowania Najświętszej Maryi Panny.

## Transport
Znajduje się tu stacja kolejowa Małoryta.

## Miasta partnerskie
- Międzyrzec Podlaski, Polska